# 壮族舞蹈
壮族舞蹈是指壮族中流传的舞蹈。

## 土著舞蹈
有的舞蹈源于土著越人传统，比如“蚂舞”、“女巫舞”、“铜鼓舞”、“扁担舞”、“弄腊”、“绣球舞”、“捞虾舞”等。这些舞蹈或源于骆越先民的生活、生产方式，风悄习俗，或源于土著民族部落的图腾、祖先或神灵崇拜。在其发展演变的过程中，受外民族文化影响较少，至今仍保留着浓重的越文化色彩，流传于桂西北和桂西南的偏僻山乡。如天峨县蚂节中表演的“蚂系列舞”，较全面地反映了壮族先民祭把、征战、生产和生活的情景，残留着一些母系社会和青蛙崇拜的遗风。其中某些人型舞蹈场面和舞蹈姿态造型与左江崖壁画的舞人图像有着一脉相承的关系，是研究壮族无民图腾文化的话化石。又如流传于桂西南的“女巫舞”，是一种以神灵附体为特点的小型巫术交感舞蹈。巫婆双手持铜链或天琴起舞，动作灵巧秀美，动律鲜明凭永，形式新颖独特，是骆越巫风的遗韵。再如流传于红水河与右江沿岸的。“扁担舞”和“打砻舞”，早在唐朝已有记载，它是中国南方稻作文化的产物。反映壮族人民爱情的“绣球舞”，在宋代古籍中亦有记载。这一类型的舞蹈，目前虽然流传不够广泛，但民族特色浓厚。

## 受中原文化影响的舞蹈
有的舞蹈源于中原文化，如“龙”、“狮”、“麒麟”、“凤凰”、“弱翠”、“白马”、“蚌姑”、“鲤鱼”、“白鹤”、“花凤”、“金鸡”等拟兽舞蹈，以及“茅山”、“僧公”、“道公”、“舞火猫”等民间祭把舞蹈和“采茶”、“春牛”等节令习俗歌舞。这些舞蹈传入壮族地区后，得到广泛流行，在逐步演变过程中壮化了，成为壮族舞蹈文化的一个重要组成部分。如流行于左江流域的“采茶歌舞”，已改用壮语演唱，并吸收了当地师公舞蹈语汇，形成了自己独特的表演形式与风格。

## 受荆楚文化影响的舞蹈
有的舞蹈源于荆楚文化，这类文化形态的舞蹈以流行于桂中、桂西北的“师公舞”和桂南的“跳岭头”为代表。这是一种“以巫扮神、以舞降神”为基本特征的民间祭把礼仪中，由巫师(师公)戴木制面目扮神作舞的舞蹈，因此俗称“调(跳)神”、“调鬼”等。这种舞蹈形式约于战国后期随着楚国版图扩大到岭有北部而传人广西桂北地区。“师公舞”的礼仪和表寅形式及内容较好地满足了当地群众希冀丰收、人丁兴旺的需求和愿望，又能适应人民口益提高的审美情趣，很快被骆越先民所接受，并与土转的越文化渗透融汇，与当地山歌、舞蹈、民间故事相结合，演变成一种包括舞蹈、民间文学、音乐、民俗、戏剧和巫术宗教等复杂内容的一种师公文化，在历史长河中流传不衰。唐末之后，又受到道教内影响而逐步形成了“梅山教”这一民间宗教组织，现师公均自称信梅山教。该教奉唐、葛、周为始祖，借用道教的礼仪与科仪法事，为民间符篆祈攘。此外，还共奉许多道、佛教神抵及各自的民族祖神，如桂西北内莫一大王，桂南的谏议候王，桂中的甘王、冯泗、金轮和银轮等。由于各地供奉的神灵不同，因此师公舞的跳神舞蹈也名目繁多，各不相同。一般都以神名命名，如“莫一大王舞”、“三元舞”等。其中独舞形式最勺典型，但也有双人舞、三人舞、群舞和带有一些简革悄节、人物的戏剧雏形。其舞蹈动律比较统一的特正是：膝部要颤，胯部要扭，下身要晃，腕部要绕，语汇丰富，动律突出。